# Alkalna fosfataza
Alkalna fosfataza (EC 3.1.3.1, alkalinska fosfomonoesteraza, fosfomonoesteraza, glicerofosfataza, alkalinska fosfohidrolaza, alkalin fenilna fosfataza, ortofosforni-monoestar fosfohidrolaza) je enzim sa sistematskim imenom fosfat-monoestar fosfohidrolaza (alkalni optimum). Ovaj enzim katalizuje sledeću hemijsku reakciju
fosfat monoestar + H2O {\displaystyle \rightleftharpoons } alkohol + fosfat
Ovaj enzim ima široku specifičnost.

## Spoljašnje veze
- Alkaline+phosphatase на 